# Lindera aromatica
Lindera aromatica är en lagerväxtart som beskrevs av Dietrich Brandis. Lindera aromatica ingår i släktet Lindera och familjen lagerväxter. Inga underarter finns listade i Catalogue of Life.